# Архитектор (фильм)
«Архитектор» (англ. The Architect) — американская драма 2006 года, премьера которого состоялась 5 сентября 2006 года.

## Сюжет
Брак архитектора Лео Уолтера переживает не самые лучшие времена, его жена Юлия несчастлива. Их сын вылетел из колледжа и теперь сидит дома вместе с Лео. Дочь Кристина озабочена собственными проблемами. Тоня Нили, представляет жильцов дома, который несколько лет назад спроектировал Лео. Она приходит к нему с просьбой подписать петицию о сносе этого здания. Решение Лео решил отложить на потом, его жена недовольна этим и поддерживает Нили. Мартин решает посмотреть из-за чего весь этот скандал, отправляется в этот дом и неожиданно заводит там дружбу с гомосексуалом. Кристина тоже не отстает от семьи, у неё тоже появляется серьезная проблема. Находясь на эмоциональном пике в разрушающемся доме, на первый план выходит вопрос — что же развалится первым?

## В ролях
| Актёр               | Роль                                    |
| ------------------- | --------------------------------------- |
| Энтони Лапалья      | Лео Уотерс                              |
| Виола Дэвис         | Тоня Нили                               |
| Изабелла Росселлини | Джулия Уотерс                           |
| Хайден Панеттьери   | Кристина Уотерс                         |
| Себастиан Стэн      | Мартин Уотерс                           |
| Пол Джеймс          | Shawn                                   |
| Серена Ридер        | Cammie Neely                            |
| Уолтон Гоггинс      | Joe                                     |
| Малкольм Гудвин     | Big Tim                                 |
| Марша Стефани Блейк | Missy Neely                             |
| Лорен Ходжес        | Jill                                    |
| Дуан МакЛафлин      | Josh Freeman                            |
| Джулиус Теннон      | Arthur Freeman                          |
| Иса Дэвис           | Linda Freeman                           |
| Джеймс О’Тул        | Kenny                                   |
| Дэвид Колл          | Kiff                                    |
| Констанс Ву         | Michelle                                |
| Никколе Солтер      | Annette                                 |
| Тихуана Рикс        | Bernice                                 |
| Эдриэнн Д. Уильямс  | Carla                                   |
| Линда Граватт       | Geraldine                               |
| Алекс МакКорд       | Trisha                                  |
| Крис Чок            | Drug Dealer                             |
| Джули Карлсон       | Jesslyn                                 |
| Дж. Кинг            | Bouncer                                 |
| Элисон Уивер        | Dating Show Contestant                  |
| Мэттью Блумм        | Bartender (в титрах не указан)          |
| Сэлли Энн Брукс     | Additional voices (в титрах не указана) |
| Маркус Коллинз      | Frat Guy (в титрах не указан)           |
| Амелия Кэллмен      | Alex (в титрах не указана)              |

## Над фильмом работали
- Мэтт Таубер — режиссёр, сценарист
- Дэвид Грег — сценарист
- Деклан Болдуин — продюсер
- Джейсон Клиот — продюсер
- Дэнни Лейнер — продюсер
- Джоана Висенте — продюсер
- Марк Кубан — исполнительный продюсер
- Гед Дикерсин — линейный продюсер
- Кристофер Эдвардс — ассоциированный продюсер
- Джонатан Штерн —  линейный продюсер: дополнительные съемки
- Тодд Вагнер — исполнительный продюсер
- Джон Бэйли — оператор
- Марсело Зарвос — композитор
- Дебби ДеВилья — художник-постановщик
- Эрик Даман — художник по костюмам
- Том МакАрдл — монтажёр[3]